# بلدة آدامز (مقاطعة كلينتون)
بلدة آدامز هي واحدة من ثلاثة عشر بلدة في مقاطعة كلينتون، أوهايو، الولايات المتحدة. اعتبارًا من تعداد 2010 كان عدد السكان 2091.

## الاسم والتاريخ
سميت على اسم الرئيس جون كوينسي آدامز، وهي واحدة من عشر ضواحي آدمز على مستوى الولاية.
تم إنشاؤها من قبل مفوضي مقاطعة كلينتون في عام 1849 من أجزاء من مدن تشيستر وفيرنون والاتحاد.

## روابط خارجية
- موقع المقاطعة